# Kjell Andréasson
Kjell Andréasson, född 6 januari 1938, död 1 februari 2016 i Västerås var en svensk författare som skrev västernböcker under pseudonymerna Charlie Siringo och James Dillinger samt historiska romaner som Holger Due.

## Biografi
När Andréasson började skriva westernböcker åt B Wahlströms Bokförlag var denna genre nedåtgående och när serien Wild West lades ned bytte Andréasson pseudonym för att skriva åt Wennerbergs Förlag. Efter att en bok publicerats i serien Prärie lades även denna ned. Den tryckta inlagan till en kommande bok i serien användes i stället för att fylla ut en samlingsvolym kallad "3 västern i en". En tredje bok blev inte ens utgiven i Sverige, men eftersom Wennerbergs Förlag ägdes av danska Winthers förlag blev den utgiven i dansk översättning.
Efter ytterligare skrivande som Holger Due var Andréasson frilandsodlare och mattläggare innan han studerade vid folkhögskola och även ledde skrivarkurser. Akademiska studier ledde senare även till undervisande inom SFI (Svenskundervisning för invandrare). Detta ledde till att författandet avtog och att en 2003 tänkt trilogi aldrig fullbordades.